# Mnesampela inordinata
Mnesampela inordinata là một loài bướm đêm trong họ Geometridae.